# Porebrice (Federacja Bośni i Hercegowiny)
Porebrice – wieś w Bośni i Hercegowinie, w Federacji Bośni i Hercegowiny, w kantonie tuzlańskim, w mieście Gradačac. W 2013 roku liczyła 67 mieszkańców, z czego większość stanowili Serbowie.